# Émile Faynot
Émile Alphonse Faynot, né le 3 juillet 1878 à Levrézy (Ardennes), décédé le 5 août 1962 à Thilay (Ardennes), est un industriel, aquarelliste et illustrateur français.

## Biographie

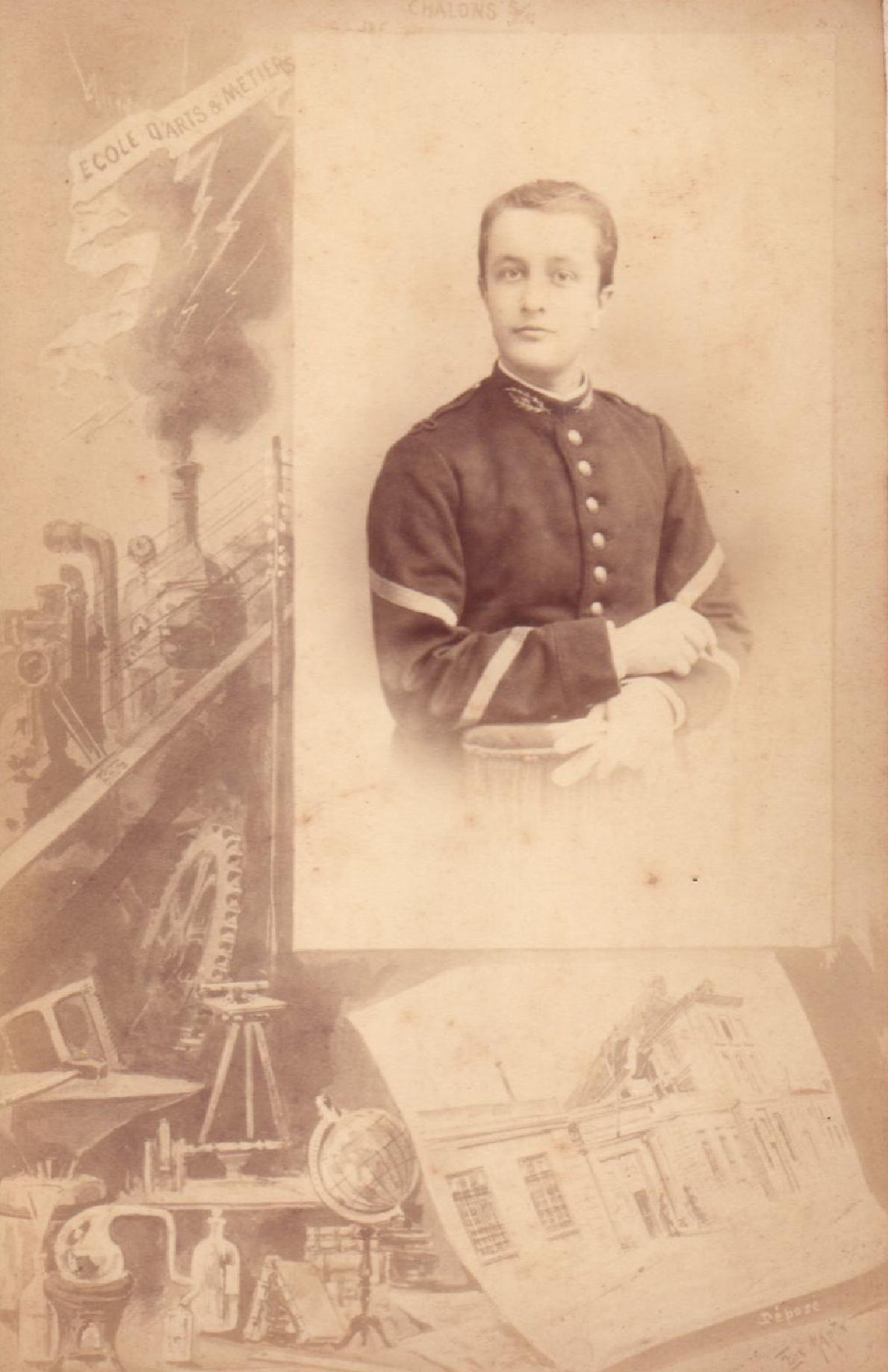
Émile Faynot, étudiant à École des arts et métiers, vers 1895

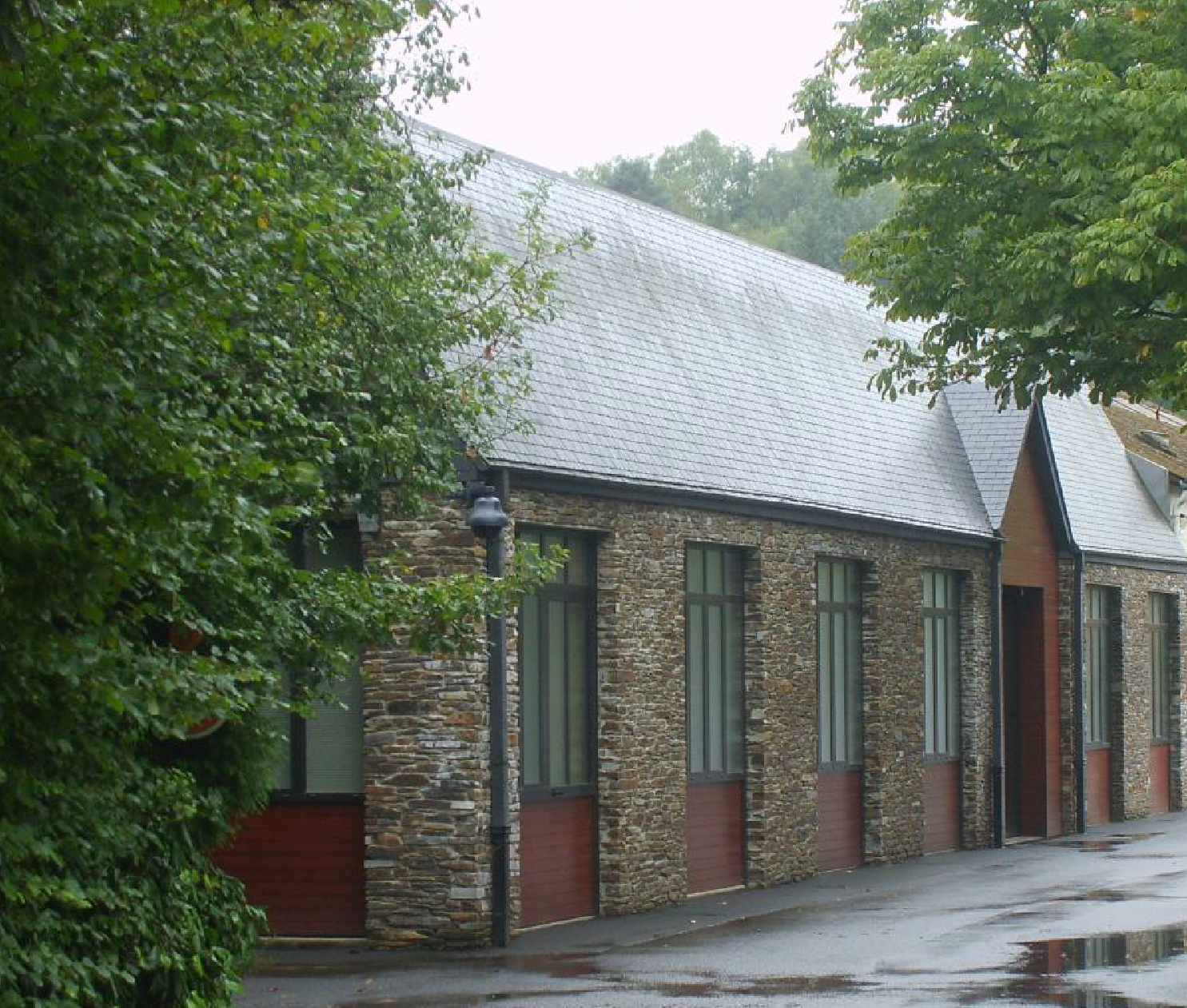
Les premiers bâtiments de l'usine Faynot, Thilay, 2009

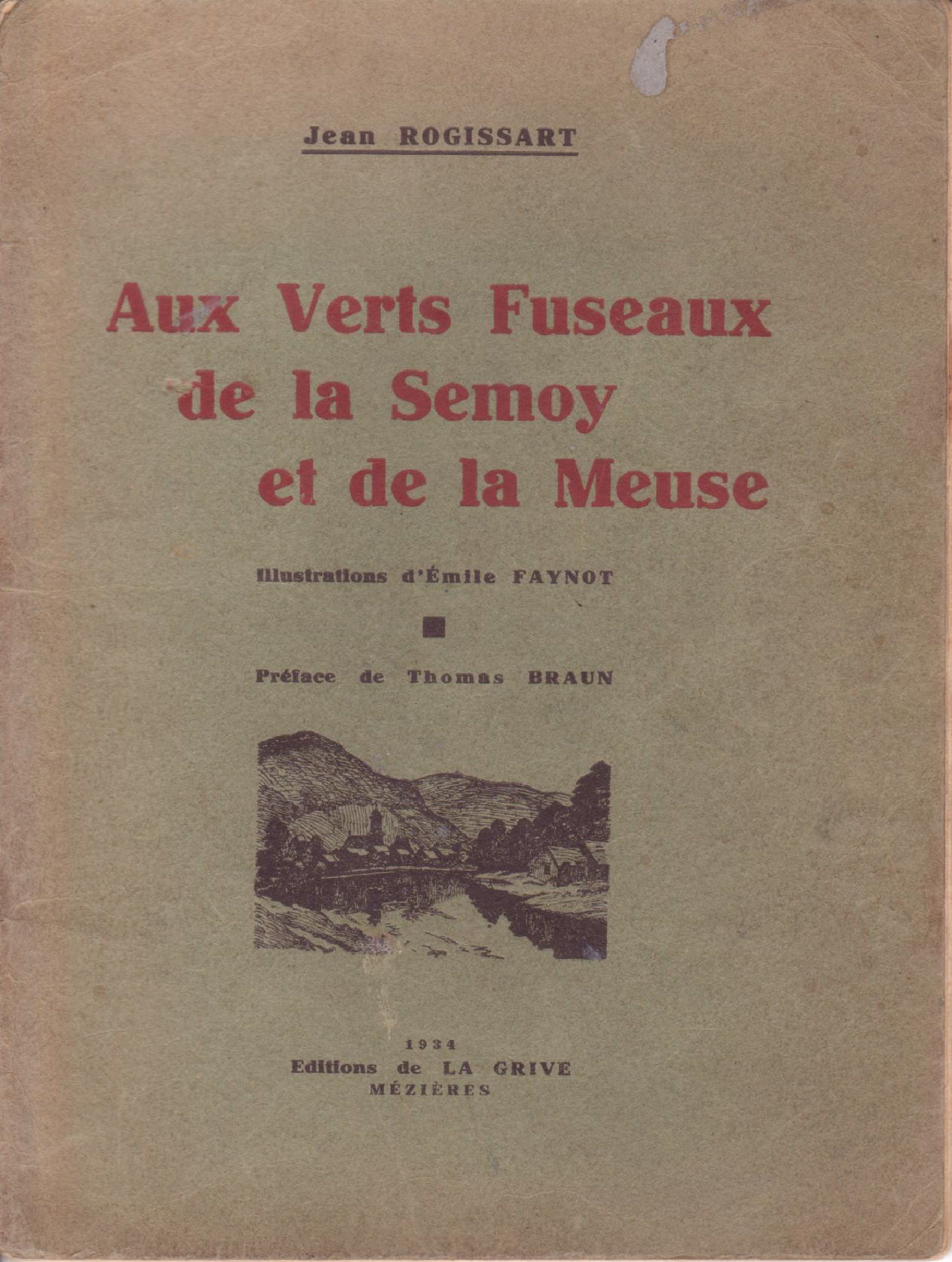
Émile Faynot illustrateur des Verts Fuseaux de la Semoy et de la Meuse de Jean Rogissart

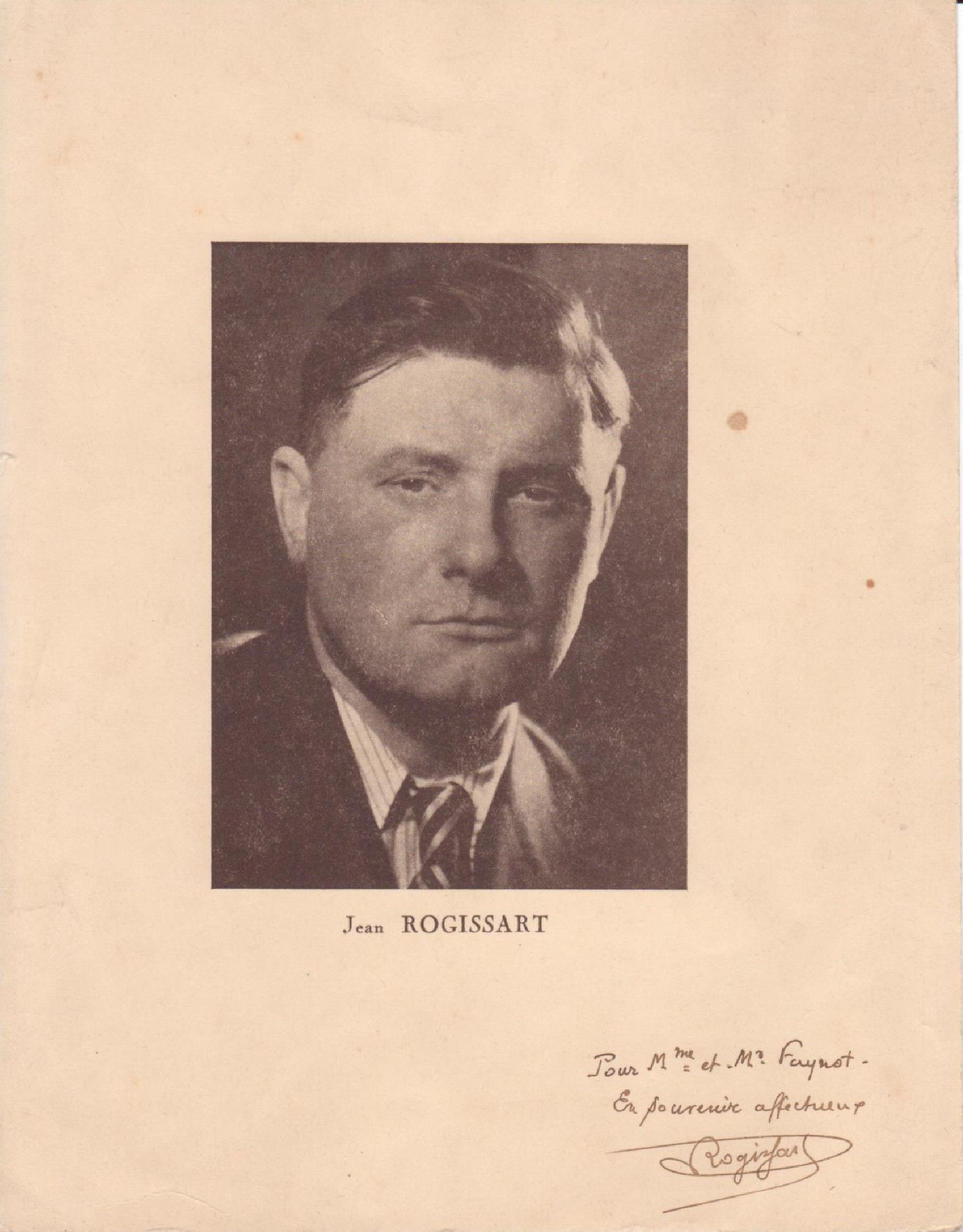
Dédicace de Jean Rogissart à Émile Faynot

Émile Faynot est le fils unique de Jean-Baptiste Faynot (1839-1905), entrepreneur tailleur de pierre, qui a participé à la construction des églises Saint-Rémy de Charleville, Saint-Georges de Fumay et de nombreuses maisons d'industriels. Sa famille est ardennaise : de This du côté paternel, de Fumay, Givet et de Belgique du côté de sa mère. En 1906 il épouse Blanche Louis (1881-1953), fille du directeur de l'école d'Houldizy.
En 1894, après sa scolarité à l'école primaire supérieure et l'école professionnelle de Monthermé, il intègre l'École des arts et métiers de Châlons-sur-Marne et en sortira avec son diplôme d'ingénieur en 1897. Il y rencontre Léon Bourgeois le 23 février 1896 à l'occasion du banquet des élèves. Il travaille d'abord comme ajusteur à Levrézy puis plusieurs années à Nouzonville comme ingénieur des ateliers aux Forges et Ateliers de Construction Soret et Cie, une usine d’estampage du faubourg de La Cachette.
Au début du siècle, il dirige les cours supérieurs de l'école de Nouzon, ce qui lui vaut d'être promu officier des Palmes académiques en 1909, et reste jusqu'à la fin de sa vie délégué cantonal de Monthermé. Il dispense également pendant des années des cours du soir aux ouvriers.
En 1906, il devient propriétaire d'une boulonnerie dans la vallée de la Semoy à Thilay, le village de sa belle-mère. C'est ici qu'il fonde en 1912 les établissements Faynot, une fabrique de boulonnerie de 500 m2 dont il dessine lui-même les plans. Il développe au fil des années son entreprise qui compte une dizaine d'ouvriers. L'usine fabrique des boulons et des rivets pour les chantiers navals.
Le 20 février 1917, Émile Faynot est désigné maire de Thilay par la Kommandantur d'étape de Monthermé à la suite de la condamnation du maire Arthur Connerotte. Il occupe le siège de premier magistrat jusqu'au 27 août 1918. Durant les quatre années de l'occupation, il note au jour le jour ses impressions et relate la vie quotidienne à Thilay dans de petits carnets. En 2015, le contenu de ces carnets fait l'objet de la publication d'un ouvrage illustré par les enfants de l'école du village.
Pendant la Seconde Guerre mondiale, Émile Faynot reste à Thilay pour sauver son entreprise alors que son épouse évacue à Auzances, village de la Creuse. Fondateur et président directeur général pendant quarante ans, Émile Faynot cède son usine à Jean Thévenin en 1951. Elle est depuis dirigée par ses descendants. En 1958, Faynot se développe pour devenir une Société anonyme et compte plusieurs associés (Jean Thévenin, Gabriel Plateau, Marcel Stévenin). Il décède à Thilay en 1962 et est inhumé avec sa famille à Levrézy.
En septembre 2012, les établissements Faynot fêtent leurs cent ans. Un ouvrage est publié et dédié à l'entreprise et à son fondateur.
Deux rues portent aujourd'hui le nom d'Émile Faynot, à Charleville-Mézières et à Thilay.

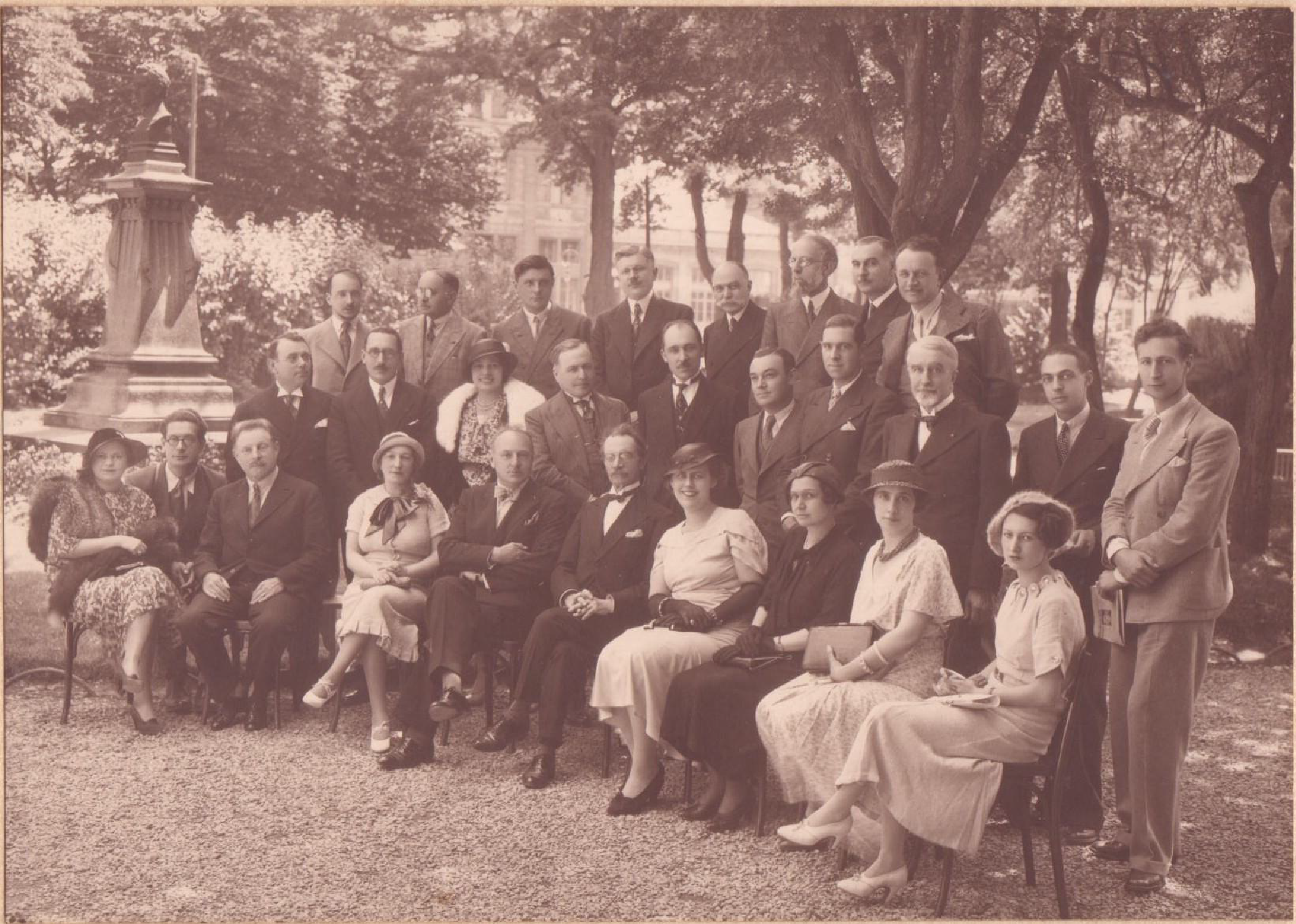
Société des Écrivains Ardennais, réception de Charles Braibant à l'occasion du prix Renaudot, Charleville, 1er juillet 1934.
Émile Faynot se situe au rang du milieu, 3e à droite

## Carrière artistique
Émile Faynot commence le dessin à l'âge de 12 ans alors qu'il entre à l'école professionnelle de Monthermé. Il rencontre lors de son service militaire en 1898 Louis Clipet (1876-), élève de l'école des Beaux-Arts de Paris et futur architecte, qui lui enseigne les techniques de l'aquarelle. Sa rencontre avec le peintre liégeois Modeste-Jean Lhomme lui permet de se perfectionner en peinture. Ses premières œuvres sont réalisées dès 1904. Après s'être essayé avec succès aux natures mortes, reproductions de peintures de grands maîtres (Raphaël, Rubens) et quelques portraits, Émile Faynot se spécialise dans la représentation de paysages et de monuments, notamment des églises et châteaux. Sa période de production se situe surtout avant-guerre dans les années 1930 avec de nombreuses scènes frontalières des vallées de la Semoy et de la Meuse, mais aussi des vues du Luxembourg, de la région parisienne, de Bourgogne, de Bruges, d'Alsace, de Normandie, de la Creuse...
Membre de la Société des artistes français de 1931 à 1954, Émile Faynot expose deux œuvres par an au Salon des artistes français à Paris de 1931 à 1939 où il reçoit la mention Honorable en 1935. Membre du comité de l'Union artistique des Ardennes, il est un fidèle exposant du Salon des artistes ardennais où il présente annuellement plusieurs œuvres. Il lie ici des amitiés avec de nombreux artistes ardennais, à l'image de Jean Deville, Léon Cambis, Bonaventure Fieullien, Jean Lejour, Louis-Gabriel Croison, Georges Delaw, Eugène Thiery ou encore Simon Cocu.
Il participe également à l’exposition du progrès social de Lille-Roubaix en 1939 ou encore celle organisée par le Père Bonaventure Fieullien au prieuré de Regniowez en 1954.
Fréquentant les milieux artistiques et particulièrement l'hôtel La Glycine à Vresse-sur-Semois, où José Chaidron fonde « l'école de Vresse » qui devient rapidement une référence pour les peintres paysagistes de l'Ardenne, il y rencontre Albert Raty et Marie Howet, une amie proche qui lui dédicace en 1962 un ouvrage.
En septembre 2012, une exposition à Thilay permet de rassembler quelques-unes de ses œuvres,, estimées à plus de 400, essentiellement des aquarelles, et en novembre 2020 les Archives départementales des Ardennes lui consacrent une exposition virtuelle. Quelques œuvres font aujourd'hui partie des collections publiques du musée de l'Ardenne de Charleville-Mézières.

## Homme de lettres
Ami des lettres, correspondant de la revue La Grive et membre d'honneur de la Société des écrivains ardennais depuis 1932, il fréquente Jean-Paul Vaillant, Henri d'Acremont, Jean Massiet du Biest, Pierre Neyrac, André Payer, Thomas Braun, Jeanne Mélin, Guy Desson, Eva Thomé, Charles Braibant et entretient tout au long de sa vie des échanges épistolaires avec certains écrivains comme Georges Duhamel ou Léo Larguier. Il se lie d'amitié et échange une correspondance, de plusieurs années avec l'écrivain Jean Rogissart, prix Renaudot 1937, qui le tient en grande estime. Émile Faynot lui donne des indications techniques sur le travail des métaux ce qui aide l'écrivain à écrire les Mamert. Il illustre Coline, le meunier du Fays et Aux Verts Fuseaux de la Semoy et de la Meuse pour lequel Jean Rogissart reçoit le prix de poésie régionaliste en 1936. Ami et conseiller de l'écrivain, Jean Rogissart n'est pas sans lui préciser dans une lettre datée de mai 1940 : "Je vous joins aux côtés de Charles Braibant comme parraints spirituels et littéraires. Donc grâce à vous, voilà l'Ardenne proclamée par le monde une terre littéraire".
Émile Faynot illustre également Tilly Van Laant de Louis Charpentier.
Amateur de livres rares et anciens, particulièrement des essais de Montaigne, il est membre de la Société de l'histoire de France et de la Société des Amis de Montaigne.